# Diapangou
Diapangou là một tổng tỉnh Gourma ở đông bắc Burkina Faso. Dân số năm 2006 là 26.457 người. Thủ phủ là thị xã Diapangou..

## Các thị xã và làng xã
Balga, Bandiabgou, Bardiadeni, Bassabliga, Bianargou, Bossongri, Comboari, Diangaïe, Doaligou, Fonghin, Kolonkogo, Komanpergou, Kouloungou, Lantargou, Litiayenli, Louargou, Nahambouga, Okargouni, Otiabragouni, Ountandéni, Pampangou, Pendori, Sikidéni, Tchomboado, Tielba, Tilonti, Toboani, Tokouna, Wakou và Yensemdéni.